# اینیر آوفلس
اینیر آوفلس (انگلیسی: Inger Aufles؛ زادهٔ ۲۹ مهٔ ۱۹۴۱) اسکی‌باز صحرانوردی اهل نروژ بود.
وی در مسابقات کشوری و بین‌المللی در مجموع برندهٔ ۱ مدال طلا، ۱ مدال نقره، ۲ مدال برنز شده‌است.